# 1935 au Canada
Pour un article plus général, voir Chronologie du Canada.
Cet article traite des événements qui se sont produits durant l'année 1935 au Canada.

## Événements

### Politique

Élection fédérale de 1935

- 11 mars : ouverture de la Banque du Canada (nationalisation en 1938).
- 23 juillet : Élection à l'Île-du-Prince-Édouard, le Parti libéral de l'Île-du-Prince-Édouard de Walter Lea remportent les 30 sièges de l'assemblée législative. Il est le premier gouvernement du Canada et de l'Empire britannique sans opposition dans une chambre élue.

- 22 août : élection du Parti Crédit social de l'Alberta de William Aberhart élu premier ministre de l'Alberta.

- 14 octobre : élection fédérale : Retour des libéraux au gouvernement fédéral.

- 23 octobre : William Lyon Mackenzie King devient Premier ministre du Canada.

- 7 novembre : création du parti politique « Union nationale » au Québec, dirigé par Maurice Duplessis.

- 25 novembre : les Libéraux de Louis-Alexandre Taschereau sont réélus au Québec. À cause de la crise, le gouvernement Taschereau fait la promotion du retour à la terre.

- Fondation du Parti Crédit social du Canada.

- Grand mouvement de colonisation en Abitibi, Québec. Fondation de plusieurs municipalités.

### Sport

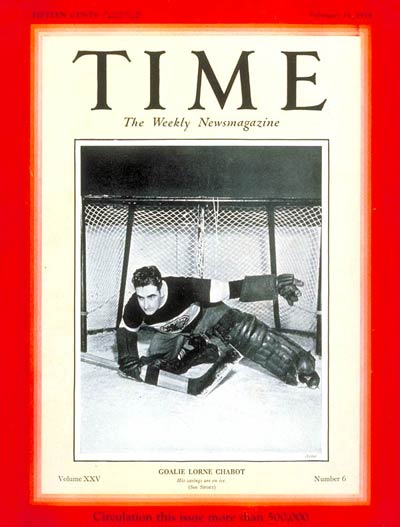
Le gardien de but Lorne Chabot sur la couverture du Magazine Time

#### Hockey
- Fin de la Saison 1934-1935 de la LNH suivi des Séries éliminatoires de la Coupe Stanley 1935. Les Maroons de Montréal remportent la Coupe Stanley contre les Maple Leafs de Toronto.
- Début de la Saison 1935-1936 de la LNH.

#### Football canadien
- Fondation du club de football des Stampeders de Calgary.
- Saison 1935 de la Ligue canadienne de football
- Les Blue Bombers de Winnipeg gagnent la Coupe Grey contre les Tigers de Hamilton 18-12.

#### Autres
- 6 mars : fondation de la Dominion Curling Association. Le curling est reconnu comme étant un sport organisé.

### Économie
- 11 mars : établissement de la Banque du Canada.

### Science
- 3 avril : publication de Flore laurentienne du frère Marie-Victorin.
- 31 mai : inauguration de l'observatoire astronomique David Dunlap à Richmond Hill en Ontario.

### Culture
- 5 janvier : feuilleton Le Curé de village (radio).
- Lucille Dumont commence sa carrière de chanteuse.

### Religion
- Congrès eucharistique de Montréal.
- Maurice Lafond contribue à établir le mouvement Jeunesse Étudiante Catholique (JEC).

## Naissances
- 2 janvier : Jerry Grafstein, avocat et sénateur.
- 10 janvier : Ronnie Hawkins, chanteur et acteur.
- 14 janvier : Lucille Wheeler, skieuse alpine.
- 18 janvier : Albert Millaire, comédien.
- 2 mars : Al Waxman, acteur et réalisateur.
- 8 avril : Yvan Canuel, acteur.
- 22 avril : Rita Johnston, première femme à être première ministre de la Colombie-Britannique.
- 17 mai : Wilbert Keon, chirurgien, chercheur et sénateur.
- 26 mai : Pat Carney, sénatrice.
- 17 juillet : Donald Sutherland, acteur.
- 25 juillet : Gilbert Parent, homme politique.
- 27 juillet : Don Mazankowski, homme politique.
- 15 octobre : Willie O'Ree, joueur noir de hockey sur glace.
- 19 octobre : Don Ward, joueur de hockey sur glace.
- 21 décembre : Edward Schreyer, premier ministre du Manitoba et gouverneur général du Canada.

## Décès
- 5 mars : Armand Lavergne, homme politique.
- 15 mars : James Duncan McGregor, lieutenant-gouverneur du Manitoba.
- 16 mars : John James Rickard Macleod, scientifique en médecine et prix Nobel.
- 19 avril : Willis Keith Baldwin, homme politique fédéral provenant du Québec.
- 18 juillet : George Clift King, maire de Calgary.
- 24 octobre : Edward Morris, premier ministre de Terre-Neuve.
- 29 octobre : Del Fontaine, boxeur.